# Michèle Tharin
Pour les articles homonymes, voir Tharin.
Michèle Tharin, née le 19 février 1956 à Cully, est une écrivain vaudoise.

## Biographie
Après des études de pédagogie à Lausanne, elle devient enseignante.
Romancière, elle publie aux éditions Luce Wilquin L'Autre Rivage (1992), Les Oiseaux de Vathia (1993) et Abigail (1995). 
Michèle Tharin est membre de Pro Litteris et de l'Association vaudoise des écrivains.

## Sources
- « Michèle Tharin », sur la base de données des personnalités vaudoises sur la plateforme « Patrinum » de la Bibliothèque cantonale et universitaire de Lausanne.
- Anne-Lise Delacrétaz, Daniel Maggetti, Écrivaines et écrivains d'aujourd'hui, p. 395
- A D S - Autorinnen und Autoren der Schweiz - Autrices et Auteurs de Suisse - Autrici ed Autori della Svizzera
- Michèle Tharin